# Grimston (Norfolk)
Grimston – wieś w Anglii, w hrabstwie Norfolk, w dystrykcie King’s Lynn and West Norfolk. Leży 53 km na zachód od Norwich i 148 km na północ od Londynu.
Miejscowość liczy 1952 mieszkańców.